# Elektrospinnen
Unter Elektrospinnen versteht man das Herstellen von endlosen Nanofasern, Nanodrähten und Nanoröhren aus Lösungen, Suspensionen oder Schmelzen unter Ausnutzung eines starken elektrischen Felds, wobei die Fasern nicht nur auf polymerer (natürlicher und synthetischer), sondern auch auf anorganischer, metallischer und keramischer Basis beruhen.

## Verfahrensweise
Hierbei wird die Polymerlösung an einer Elektrode dosiert und durch das elektrische Feld von der Elektrode abgezogen und beschleunigt. Dabei wird die Polymerlösung in einem komplexen Prozess in kleine und kleinste Fasern und Gespinste aufgespalten, die sich schließlich auf der Gegenelektrode als eine Art Vlies ablagern. Beim Prozess entstehen typischerweise Fasern mit Durchmessern kleiner 1000 nm, weswegen die Produkte als Nanofasern bezeichnet werden (auch wenn die Definition strenggenommen einen Faserdurchmesser von unter 100 nm erfordert). Das Ergebnis des Elektrospinnens ist kaum vorhersagbar. Das gewünschte Zielprodukt wird daher empirisch durch eine langwierige Optimierung der Parameter erreicht. Ladungsdichte, Viskosität und Oberflächenspannung der Polymerlösung haben maßgeblich Einfluss auf die Morphologie der Fasern und deren Durchmesser. Eine Übersicht gibt hier und stellt eine neuartige Theorie zur Beschreibung des Faserdurchmessers und deren Verteilung vor. Um die Ausrichtung der Fasern zu kontrollieren, können sie auf einem rotierenden Kollektor gesammelt werden. Hier ist der Grad der Ausrichtung der Fasern von der Drehgeschwindigkeit des zylindrischen Kollektors abhängig. Mikrofasern können während des Herstellungsprozesses durch das Emulsions-Elektrospinnverfahren unter Zugabe von Proteinen oder genetischen Therapeutika modifiziert werden.

## Technische Grundlagen
Bei der Berechnung des extrudierten Fadens finden für die Geometrie die Gesetzmäßigkeiten des Taylor-Kegels Anwendung.

## Wirtschaftlichkeit
Das Verfahren ist wenig produktiv und eher für Spezialprodukte geeignet. Anwendungen der Nanofasern liegen bislang vor allem im Bereich von Filterprozessen für Feinststäube und Ähnlichem, allerdings sind vielfältige weitere Anwendungen bis hin in die Medizintechnik in der Diskussion.